# Jacob Lindgren
Pour les articles homonymes, voir Lindgren.
Jacob Stephen Lindgren (né le 12 mars 1993 à Biloxi, Mississippi, États-Unis) est un lanceur de relève gaucher de la Ligue majeure de baseball.

## Carrière
Joueur à l'école secondaire, Jacob Lindgren est repêché par les Cubs de Chicago au 12e tour de sélection en 2011, mais il choisit de s'engager chez les Bulldogs de l'université d'État du Mississippi. Comme lanceur de relève, Lindgren s'illustre pour Mississippi State durant le tournoi des College World Series 2013 de la NCAA, mais n'est pas envoyé au monticule dans le match de finale perdu par les Bulldogs aux mains des Bruins d'UCLA.
Il signe son premier contrat professionnel avec les Yankees de New York, qui le choisissent en 2e du repêchage amateur de 2014, et reçoit une prime à la signature de 1,1 million de dollars.
Dans les ligues mineures, ses entraîneurs le surnomment The Strikeout Machine (« La machine à retraits sur des prises »), : il en réussit en moyenne 17,5 par 9 manches lancées à sa première saison professionnelle en 2014.
Lindgren fait ses débuts dans le baseball majeur avec les Yankees de New York le 25 mai 2015 par une manche sans accorder de point aux Royals de Kansas City. Il n'est que le deuxième joueur de la longue histoire des Yankees à débuter avec le club moins d'un an après avoir été repêché, l'autre ayant été le voltigeur Deion Sanders en 1989.